# Оса (приток Ангары)
Оса (бур. Оhо) — река в Иркутской области России, правый приток Ангары. Протекает по территории Осинского района.
Длина — 113 км, площадь бассейна — 1820 км².
Впадает в Осинский залив Братского водохранилища. До заполнения водохранилища являлась правым притоком Ангары.
Название происходит от монгольских слов ус, уса что значит река. Название реки дало название селу Оса.

## Населённые пункты
На реке расположены населённые пункты Ирхидей, Майская, Заглик, Харай, Малаханова, Мороза, Прохоровка, Оса, Лузгина, Русские Янгуты, Грязнушка, Моголют, Енисей, Онгосор, Шотой.

## Притоки
(км от устья)
- 16 км: река Каха
- 55 км: река Онгосор
- 85 км: река Хордой